# Guy Standing
Guy Standing, FAcSS (nascido em 9 de fevereiro de 1948) é um economista do trabalho britânico. É professor de estudos de desenvolvimento na Escola de Estudos Orientais e Africanos da Universidade de Londres, e cofundador da Basic Income Earth Network (BIEN). Standing escreveu amplamente nas áreas de economia do trabalho, política do mercado de trabalho, desemprego, flexibilidade do mercado de trabalho, políticas de ajuste estrutural e proteção social . Ele criou o termo precariado para descrever uma classe emergente de trabalhadores que são prejudicados por baixos salários e baixa segurança no emprego como consequência da globalização. Desde a publicação do seu livro The Precariat: The New Dangerous Class em 2011, o seu trabalho tem-se centrado no precariado, na  renda básica incondicional, na democracia deliberativa e nos bens comuns .

## Vida e carreira
Standing nasceu em 9 de fevereiro de 1948. Ele obteve seu diploma de bacharel em economia pela Universidade de Sussex em 1971. Depois de concluir o mestrado em economia do trabalho e relações industriais na Universidade de Illinois, ele obteve seu doutorado em economia pela Universidade de Cambridge em 1977.
De 1975 a 2006, Standing trabalhou na Organização Internacional do Trabalho, mais tarde como diretor do Programa de Segurança Socioeconômica da OIT. O programa foi responsável por um importante relatório sobre a segurança socioeconómica em todo o mundo e pela criação do "Índice de Trabalho Decente".
De abril de 2006 a fevereiro de 2009, ocupou o cargo de Professor de Economia do Trabalho na Universidade Monash, Melbourne, na Austrália.Standing, Guy. «Career». Guy Standing. Consultado em 18 de junho de 2022</ref> Em 2006, tornou-se professor de segurança económica na Universidade de Bath, saindo em 2013 para se tornar professor de estudos de desenvolvimento na Escola de Estudos Orientais e Africanos da Universidade de Londres. Desde outubro de 2015, ele trabalha com o título de Professorial Research Associate, SOAS, University of London, no Reino Unido. Ele também estava a trabalhar em “programas piloto de rendimento básico na Índia” e em tópicos relacionados com os seus dois livros recentes, The Precariat: The New Dangerous Class (2011) e A Precariat Charter: From Denizens to Citizens (2014).
Após a pandemia da COVID-19, Standing argumentou em 2021 que as consequências da pandemia mostraram que uma renda básica universal era simplesmente inevitável. Standing também apoiou um imposto sobre o carbono como forma de reduzir as emissões de gases com efeito estufa.
Guy Standing é membro da renomada Academia de Ciências Sociais.

## O Precariado

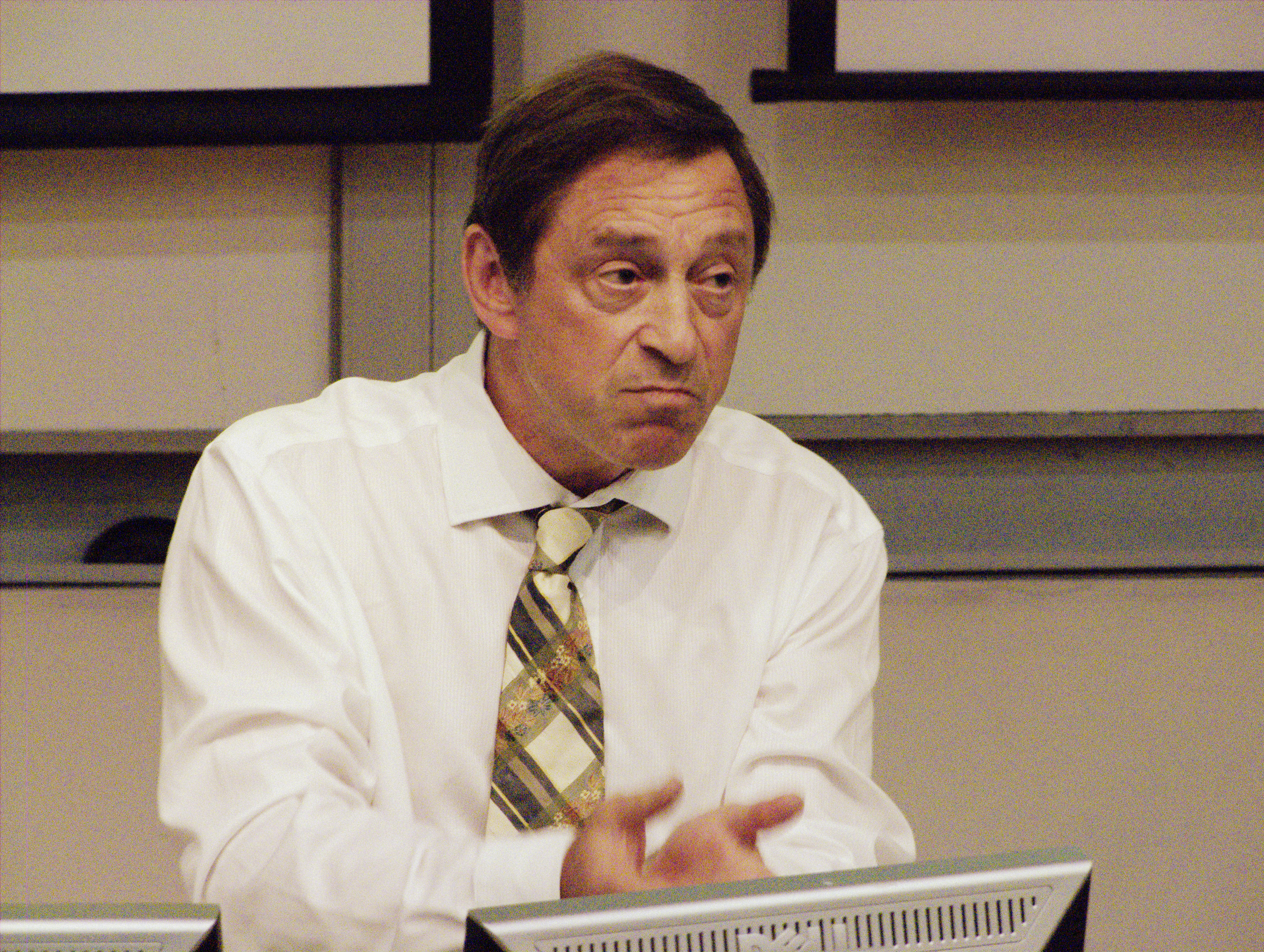
Standing em 2014

O livro mais conhecido de Guy Standing é The Precariat: The New Dangerous Class (O precariado: a nova classe perigosa), publicado em 2011. Nele, ele culpa a globalização por ter mergulhado cada vez mais pessoas no precariado, que ele analisa como uma nova classe social emergente. De acordo com Standing, o precariado não sofre apenas de insegurança no emprego, mas também de insegurança de identidade e falta de controle do tempo, principalmente devido às políticas sociais de assistência social .
Guy Standing descreve o precariado como um aglomerado de vários grupos sociais diferentes, nomeadamente imigrantes, jovens educados e aqueles que abandonaram a antiga classe trabalhadora industrial.
Guy Standing apela aos políticos para que façam reformas sociais ambiciosas para garantir a segurança financeira como um direito. Ele defende uma renda básica incondicional como um passo importante para uma nova abordagem,  afirmando que criaria crescimento económico. Se os políticos não tomarem as decisões necessárias, ele prevê uma onda de raiva e violência, e a ascensão de partidos de extrema-direita .

## Vida pessoal
Em agosto de 2015, Standing apoiou a campanha de Jeremy Corbyn na eleição para a liderança do Partido Trabalhista .
- Standing, Guy (2022). The Blue Commons: Rescuing the Economy of the Sea. London: Pelican Books. ISBN 978-0-24-147-58-74
- Standing, Guy (2017). Basic income: and how we can make it happen. London: Pelican/Penguin (A Pelican Introduction). ISBN 978-0-14-198549-7
- Standing, Guy (2016). The Corruption of Capitalism: Why Rentiers Thrive and Work Does Not Pay. London: Biteback. ISBN 978-1-78590-044-0
- Standing, Guy (2015). Basic Income: A Transformative Policy for India (with S. Davala, R. Jhabvala and S. Kapoor Mehta. London and New Delhi: Bloomsbury Academic. ISBN 978-1-4725-8310-9
- Standing, Guy (2014). A Precariat Charter: from denizens to citizens. London New York: Bloomsbury Academic. ISBN 978-1-4725-1039-6
- Standing, Guy (2011). The Precariat. London: Bloomsbury Academic. ISBN 978-1-84966-455-4
- Standing, Guy; Jhabvala, Renana; Unni, Jeemol; Rani, Uma (2010). Social income and insecurity: a study in Gujarat. London New York: Routledge. ISBN 978-0-415-58574-3
- Standing, Guy (2009). Work after globalization: building occupational citizenship. Cheltenham, UK Northampton, Massachusetts: Edward Elgar. ISBN 978-1-84844-778-3
- Standing, Guy (2005). Promoting income security as a right Europe and North America. London: Anthem Press. ISBN 978-0-85728-732-8
- Standing, Guy; November, Andràs (2003). Un revenu de base pour chacun(e). Genève: Bureau international du travail. ISBN 9789222151264
- Standing, Guy; Samson, Michael (30 de setembro de 2003). A Basic Income Grant for South Africa. Cape Town: University of Cape Town Press. ISBN 978-1-919713-86-1
- Standing, Guy (2002). Beyond the new paternalism: basic security as equality. London New York: Verso. ISBN 978-1-85984-345-1
- Standing, Guy (1999). Global labour flexibility: seeking distributive justice. New York: St. Martin's Press. ISBN 978-0-333-77652-0